# سیارک ۸۷۰۹
سیارک ۸۷۰۹ (به انگلیسی: 8709 Kadlu، نامگذاری:1994JF1) هشت هزار و هفتصد و نهمین سیارک کشف شده‌است که در ۱۴ مه ۱۹۹۴ کشف شد.
قدر مطلق سیارک برابر ۱۶٫۹۰ است.